# Venus im Pelz (2013)
Venus im Pelz (Originaltitel: La Vénus à la fourrure) ist eine Spielfilm-Adaption des gleichnamigen Bühnenstücks von David Ives, das wiederum auf der gleichnamigen Novelle von Leopold von Sacher-Masoch basiert. In den beiden einzigen Rollen des 96-minütigen Kammerspiels agieren Emmanuelle Seigner und Mathieu Amalric. Nach Der Gott des Gemetzels ist Venus im Pelz das zweite Bühnenwerk in Folge, das Regisseur Roman Polański für die große Leinwand adaptiert hat. Premiere feierte der Film 2013 im Rahmen der Internationalen Filmfestspiele von Cannes, wo er im Wettbewerb um die Goldene Palme lief. Der deutsche Kinostart erfolgte am 21. November 2013.

## Handlung
Nach einem erfolglosen Casting-Tag ist der Pariser Theaterregisseur Thomas am Ende seiner Kräfte. Nicht nur, dass die Findung der Idealbesetzung für die anspruchsvolle weibliche Hauptrolle ein Ding der Unmöglichkeit zu sein scheint, am liebsten würde er die gesamte Produktion hinwerfen. Genau in diesem Moment stolpert Wanda durch die Türen des Theatersaals und stellt sich dem verzweifelten Regisseur als verspätete Bewerberin vor. Thomas ist von ihrer Erscheinung zunächst alles andere als begeistert, denn im Grunde verkörpert die Blondine alles, was er an Frauen nicht ausstehen kann – angefangen bei ihrem Auftreten, über ihre sprühende Schaffenskraft und vorhandenen Tatendrang bis hin zu der Tatsache, dass sie das Leben mit einer unkritischen Selbstverständlichkeit zu nehmen scheint. Mit Glück und Tricks gelingt es Wanda am Ende, ihn doch zu einem Probevorsprechen der ersten drei Textseiten zu bewegen. Sie frappiert ihn ungemein, denn sie beherrscht den Text vollkommen. Daher beginnt ein komplettes Durchspielen des Theaterstücks, bei dem er zunächst den männlichen Part übernimmt, bis die beiden auf Wandas Vorschlag hin die Rollen tauschen. Während die Grenze zwischen Realität und Schauspiel auf der Bühne immer mehr verschwimmt, eröffnen sich zwischen den beiden Figuren verborgene Leidenschaften und erschreckende Abgründe.

## Hintergrund
Wie schon bei Der Gott des Gemetzels arbeitete Polanski mit einem überschaubaren Ensemble, das diesmal sogar mit zwei Personen weniger auskommt. Während sich in der Verfilmung des Theaterstücks der französischen Dramatikerin Yasmina Reza noch Christoph Waltz, Kate Winslet, Jodie Foster und John C. Reilly durch die Enge eines New Yorker Apartments manövrieren, richtet Venus im Pelz seinen Fokus ausschließlich auf zwei Personen. Emmanuelle Seigner ist in Frankreich eine bekannte Theaterschauspielerin und Polańskis Ehefrau. Mathieu Amalric ähnelt Polański in jüngerem Alter.
Der Film wurde in Paris in zwei verschiedenen Theatern gedreht. Für die Außenaufnahmen diente das Théâtre Hébertot am Boulevard des Batignolles, die Innenaufnahmen fanden im Théâtre Récamier in der Rue Récamier statt.

## Synchronisation
Die deutsche Synchronfassung entstand unter der Federführung der Berliner TaunusFilm Synchron GmbH nach dem Dialogbuch von Beate Klöckner, die auch die Synchronregie führte.
| Rolle            | Darsteller         | Synchronsprecher   |
| ---------------- | ------------------ | ------------------ |
| Wanda Jourdain   | Emmanuelle Seigner | Christin Marquitan |
| Thomas Novacheck | Mathieu Amalric    | Olaf Reichmann     |

## Kritiken
„Während diese Filme [Anm.: Bitter Moon und Das Messer im Wasser] eher Drei- oder Vierecke waren, existiert das Dritte hier nur noch in Form von Alexandre Desplats gelungener Filmmusik, die besonders intensive Werdensmomente untermalt. Ansonsten sind der hier für seine Verhältnisse etwas zurückhaltender spielende Mathieu Amalric und Polanskis Ehefrau Emmanuelle Seigner allein im Theater und tragen dieses Kammerspiel mühelos. Venus im Pelz unterhält dabei mehr, als in irgendeiner Form herauszufordern, die Highlights sind weniger die Spannungsmomente als die respektlosen Kommentare der prolligen Off-Stage-Vanda. Hintergründig aber wird der Film, wenn Polanski innerhalb seines statischen Settings allmählich Brüche einbaut, wenn er das Leben ins Theater fließen lässt und vice versa und aus dem Theater-Auditorium einen Raum macht, in dem Begriffe wie Off- und On-Stage keinen Sinn mehr haben, in dem Schein und Sein verschwimmen.“

„Qual wird unabdingbar zur Inspiration, deren Verlust schrecklicher wäre als der Schmerz. Ihn erbittet der Regisseur, unisono mit dem von Lou Reed besungenen Anti-Helden: „Severin, your servant comes in bells, please don’t forsake him. Strike, dear mistress, and cure his heart.““

## Auszeichnungen
Venus im Pelz war bei den 66. Internationalen Filmfestspielen von Cannes für die Goldene Palme nominiert. Bei der Verleihung des französischen Filmpreises war der Film in sieben Kategorien nominiert. Roman Polański erhielt den César für die beste Regie; zusammen mit David Ives erhielt er 2014 auch den Prix Lumières für das beste Drehbuch.